# 卡皮特爾縣 (聖地亞哥-德爾埃斯特羅省)
27°47′4″S 64°16′1″W / 27.78444°S 64.26694°W
卡皮特爾縣（西班牙語：Departamento Capital），是阿根廷的縣份，位於該國北部聖地亞哥-德爾埃斯特羅省，首府設於聖地亞哥-德爾埃斯特羅，面積2,116平方公里，2010年人口267,125，人口密度每平方公里126.24人。